# Virgin (Utah)
Virgin és una població dels Estats Units a l'estat de Utah. Segons el cens del 2000 tenia 394 habitants.

## Demografia
Segons el cens del 2000, Virgin tenia 394 habitants, 146 habitatges, i 102 famílies. La densitat de població era de 12,8 habitants per km².
Dels 146 habitatges en un 30,8% hi vivien nens de menys de 18 anys, en un 58,2% hi vivien parelles casades, en un 8,2% dones solteres, i en un 30,1% no eren unitats familiars. En el 24% dels habitatges hi vivien persones soles el 7,5% de les quals corresponia a persones de 65 anys o més que vivien soles. El nombre mitjà de persones vivint en cada habitatge era de 2,7 i el nombre mitjà de persones que vivien en cada família era de 3,23.
Per edats la població es repartia de la següent manera: un 26,1% tenia menys de 18 anys, un 11,4% entre 18 i 24, un 25,1% entre 25 i 44, un 23,4% de 45 a 60 i un 14% 65 anys o més.
L'edat mediana era de 37 anys. Per cada 100 dones de 18 o més anys hi havia 109,4 homes.
La renda mediana per habitatge era de 36.953 $ i la renda mediana per família de 37.500 $. Els homes tenien una renda mediana de 32.625 $ mentre que les dones 19.500 $. La renda per capita de la població era de 14.797 $. Entorn del 9,3% de les famílies i el 9% de la població estaven per davall del llindar de pobresa.

## Poblacions més properes
El següent diagrama mostra les poblacions més properes.